# جامع الدولة الكبير (الأنبار)
جامع الدولة الكبير من مساجد العراق الحديثة والكبيرة، ويقع في منطقة الشركة قرب مديرية الوقف السني في قضاء الرمادي في محافظة الأنبار، ولقد شيد وبني في عام 1420 هـ/1999م، على نفقة وزارة الأوقاف والشؤون الدينية سابقا، وتبلغ مساحتهُ 5000م2، ويحتوي الحرم على مصلى واسع يتسع لأكثر من 2000 مصل، ويحتوي المبنى على منارة مئذنة عالية وتعلو الحرم قبة كبيرة بيضوية الشكل مزينة بالكاشي الكربلائي الأزرق، وتقام فيهِ صلاة الجمعة وصلاة العيدين والصلوات الخمس، ومقابل الحرم توجد حدائق وفسحة كبيرة، ومن ملحقات الجامع ستة غرف، ولقد تم ترميم الجامع مرة واحدة في عام 2007م.

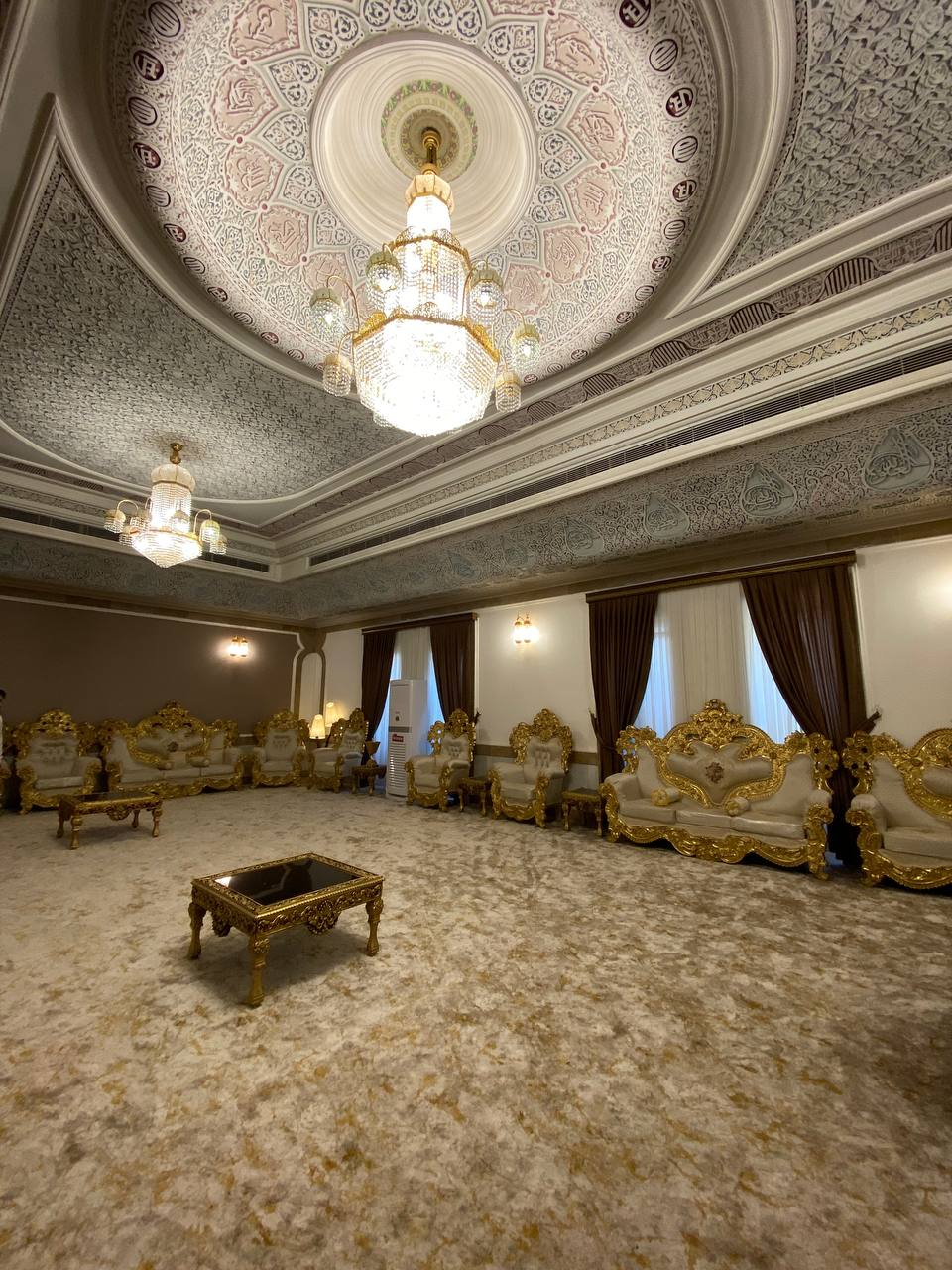
قاعة الاحتفالات في الجامع

أما عند احتلال المجاميع المسلحة المعروفة بداعش مدينة الرمادي فقد اتخذته مسجدا لها وغيرت اسمهُ لمسجد عمر بن الخطاب. وبعد خروجها أُعيد تسمية المسجد باسم مسجد الدولة الكبير لكن الشائع عند أهل الرمادي تسميته جامع «صدام» نسبة لاسمهِ الأول.

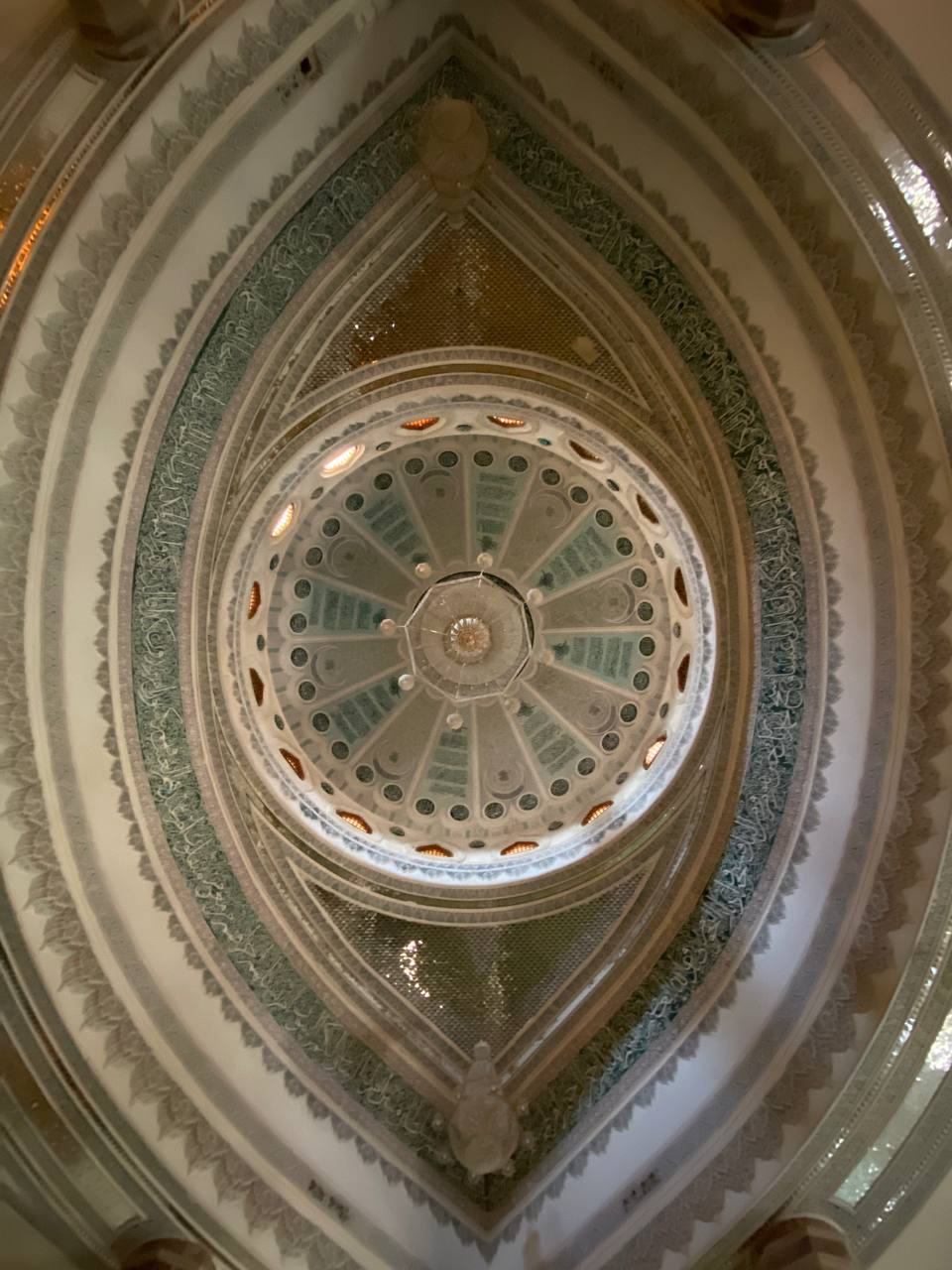
محيط قبة جامع الانبار الكبير من الداخل

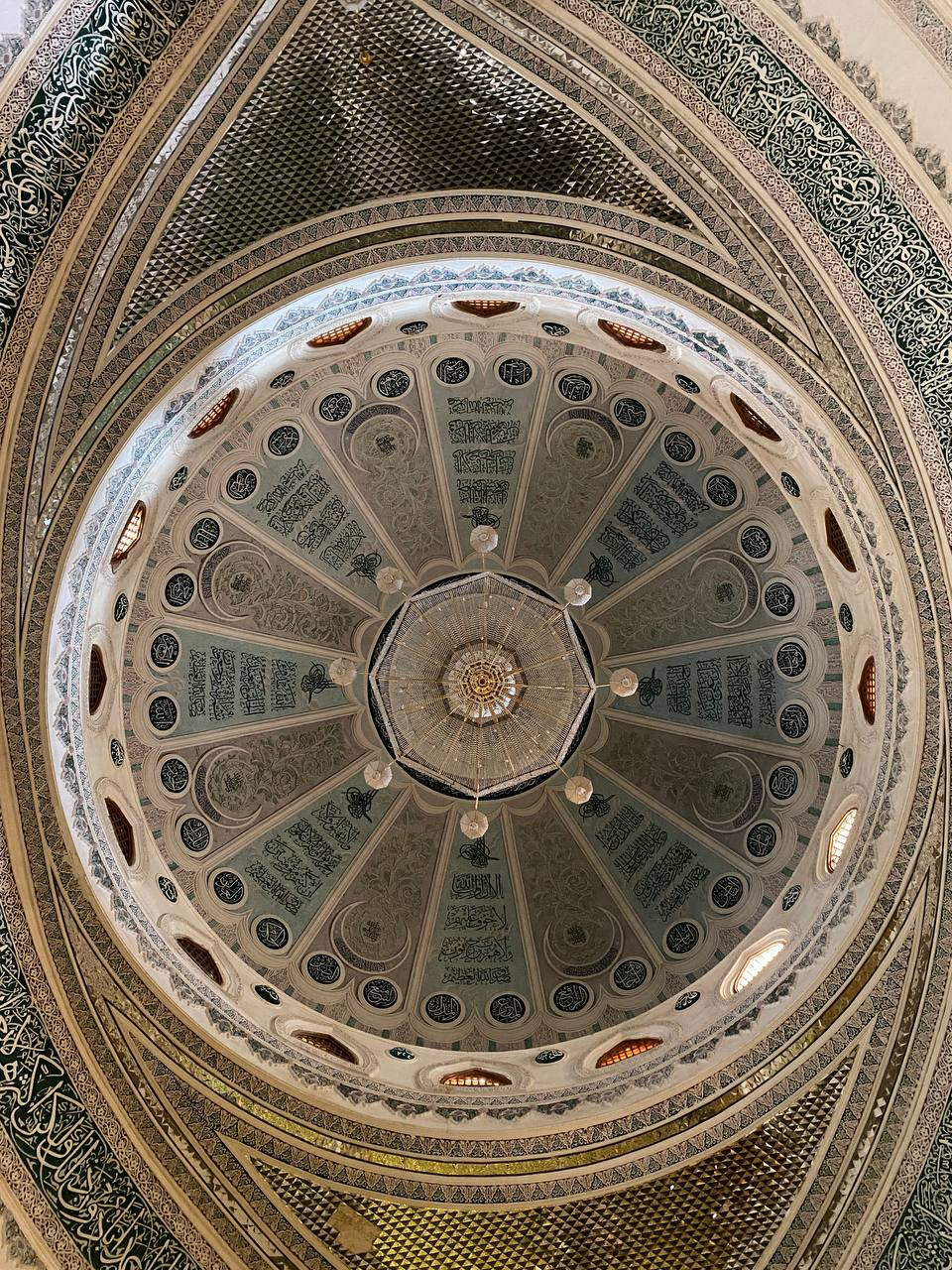
قبة جامع الانبار الكبير من الداخل

وكان الجامع يعرف بأسم جامع صدام الكبير حيث خصصت نفقات بنيانه ضمن مشروع الحملة الإيمانية التي تبناها الرئيس السابق صدام حسين عندما حكم العراق. 